# Grandrieu (kanton)

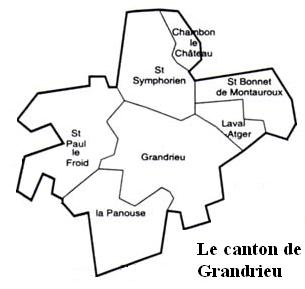
A kanton községei

Grandrieu kanton (franciául Canton de Grandrieu) Lozère megye északkeleti részén fekszik, a Mende-i kerületben, Haute-Loire megye határán, központja Grandrieu.
Területe 220,77 km², 1999-ben 1899 lakosa volt, népsűrűsége 8,6 fő/km². A Margeride-hegység keleti oldalának 7 községe tartozik hozzá. A kanton községei egyben a Kelet Margeride-i Településtársulást (Communauté de communes Margeride Est) alkotják 2002. október 31. óta.
A kanton területének 23,5%-át (51,82 km²) borítja erdő.

## Községek
| Község neve                | Terület (km²) | Népesség (1999, fő) | Népsűrűség (1999, fő/km²) |
| -------------------------- | ------------- | ------------------- | ------------------------- |
| Chambon-le-Château         | 8,12          | 260                 | 32                        |
| Grandrieu                  | 65,37         | 773                 | 12                        |
| Laval-Atger                | 10,67         | 190                 | 18                        |
| La Panouse                 | 37,83         | 105                 | 2,8                       |
| Saint-Bonnet-de-Montauroux | 21,33         | 128                 | 6,0                       |
| Saint-Paul-le-Froid        | 44,17         | 186                 | 4,2                       |
| Saint-Symphorien           | 33,28         | 257                 | 7,7                       |
| Grandrieu kanton           | 220,77        | 1899                | 8,6                       |

## Népesség
| Év   | Lakosság |
| ---- | -------- |
| 1962 | 3315     |
| 1968 | 3076     |
| 1975 | 2708     |
| 1982 | 2470     |
| 1990 | 2161     |
| 1999 | 1899     |